# Авианосец I
«Авианосец I» (нем. Flugzeugdampfer I) — первый германский проект авианосца, созданный в 1915—1916 годах на базе корпуса недостроенного лайнера «Аузония». Не реализован. В 1922 году корпус корабля, модернизация которого так и не была начата, продан на слом.

## История
«Аузония» представляла собой пассажирский лайнер водоизмещением 12585 тонн, строившийся для итальянской компании на верфях Гамбурга. После начала войны работы на корабле остановились. Тогда же возник первый проект перестройки корабля в авиаматку, не получивший поддеркжи из-за недоверия адмирала Альфреда фон Тирпица к аппаратам тяжелее воздуха и наличия у флота большого количества цеппелинов, имевших гораздо больший радиус действия чем самолеты того времени.
Тем не менее, флот продолжил проект, предполагая его использование как носителя истребителей-гидропланов W.12 для перехвата самолетов-разведчиков противника. Последующий ход войны доказал высокую ценность гидропланов и авиации тяжелее воздуха для флота. Из-за нехватки у флота кораблей, подходящих для переделки в гидроавианосцы и достаточно быстроходных, чтобы взаимодействовать с флотом, вновь вернулись к проекту переделки «Аузонии».
Предполагалось превратить корабль в комбинированный авианосец-гидроавианосец, имеющий как полетную палубу для колесных самолетов, так и оснащение для гидропланов. Планы конверсии были подготовлены к 1918 году.

## Конструкция
Согласно проекту, корабль должен был быть полностью перестроен, с демонтажом конструкции до главной палубы. Базирование авиации предполагалось в двух 82-метровых ангарах для колёсных самолетов и расположенном под ними 128-метровом ангаре гидропланов. Все ангары и лётная палуба создавались как надстройка. На правом борту имелся небольшой «остров», включавший трубу, мостик и высокую сигнальную мачту.
Корабль имел верхнюю лётную (посадочную) палубу длиной 128,5 и шириной 18,7 метров и короткую стартовую палубу на носу на уровне палубы верхнего ангара, длиной 30 и шириной 10,5 метров. Обе летные палубы находились под углом к горизонтали: посадочная палуба была наклонена назад, таким образом, чтобы приземляющиеся самолеты расходовали кинетическую энергию на «взбегание» вверх по палубе. Стартовая палуба была наклонена вперед, к форштевню корабля, таким образом, чтобы истребители, скатываясь с неё вниз, получали дополнительный разгон.
В кормовой части корабля находились два бортовых «окна» с расположенными над ними подъемными кранами, для приема и запуска гидросамолетов.
Авиагруппа корабля должна была состоять из 10 колесных истребителей и 13-19 (в зависимости от наличия или отсутствия складывающихся крыльев) гидропланов. Самолеты размещались в двух ангарах: колесные — в верхнем (в «горбе», образуемом уклоном посадочной палубы), гидропланы — в нижнем. Точно неизвестно, какие именно типы колесных самолетов предполагались для авианосца, но исходя из отсутствия каких-либо стартовых/посадочных приспособлений, это, вероятно, должны были быть обычные армейские машины с минимальными модификациями. Гидропланы, базирующиеся на корабле, должны были быть представлены двухместными истребителями-разведчиками Hansa-Brandenburg W.12 или Hansa-Brandenburg W.29. Рассматривалась также возможность размещения на корабле двухмоторных гидропланов-торпедоносцев.

## История
Работы над эскизом корабля были завершены в 1918 году. Но к этому моменту все работы над крупными надводными кораблями в Германии были заморожены с целью высвобождения ресурсов на постройку субмарин, и корабль так никогда и не был начат. После войны, итальянская фирма-заказчик отказалась от корабля, и он был продан на слом.